# Cosenza Calcio 1983-1984
Questa pagina raccoglie le informazioni riguardanti il Cosenza Calcio nelle competizioni ufficiali della stagione 1983-1984.

## Rosa
| N. |                   | Ruolo | Calciatore         |
| -- | ----------------- | ----- | ------------------ |
|    | Italia (bandiera) | P     | Fabio Rizza        |
|    | Italia (bandiera) | P     | Roberto Busi       |
|    | Italia (bandiera) | D     | Maurizio Cavazzini |
|    | Italia (bandiera) | P     | Mario Ciaramitaro  |
|    | Italia (bandiera) | A     | Andrea Conte       |
|    | Italia (bandiera) | A     | Daniele Fiorelli   |
|    | Italia (bandiera) | A     | Emilio Frigerio    |
|    | Italia (bandiera) | D     | Angelo Fucina      |
|    | Italia (bandiera) | D     | Sergio Giovannone  |
|    | Italia (bandiera) | C     | Biagio Lombardi    |
|    | Italia (bandiera) | A     | Andrea Mallamace   |

| N. |                   | Ruolo | Calciatore            |
| -- | ----------------- | ----- | --------------------- |
|    | Italia (bandiera) | C     | Enrico Maniero        |
|    | Italia (bandiera) | D     | Francesco Marino      |
|    | Italia (bandiera) | D     | Giuseppe Marozzi      |
|    | Italia (bandiera) | A     | Luigi Marulla         |
|    | Italia (bandiera) | D     | Marcello Nicolucci    |
|    | Italia (bandiera) | C     | Gian Battista Orlando |
|    | Italia (bandiera) | C     | Vittorio Petrella     |
|    | Italia (bandiera) | C     | Alessandro Renzetti   |
|    | Italia (bandiera) | A     | Giovanni Rodilosso    |
|    | Italia (bandiera) | A     | Antonio Tripepi       |

## Risultati

### Campionato

#### Girone di andata
| 18 settembre 1983 1ª giornata | Akragas | 2 – 3 | Cosenza |  |

| 25 settembre 1983 2ª giornata | Cosenza | 1 – 0 | Benevento |  |

| 2 ottobre 1983 3ª giornata | Casertana | 0 – 0 | Cosenza |  |

| 9 ottobre 1983 4ª giornata | Cosenza | 2 – 2 | Salernitana |  |

| 16 ottobre 1983 5ª giornata | Ternana | 0 – 0 | Cosenza |  |

| 23 ottobre 1983 6ª giornata | Foligno | 1 – 1 | Cosenza |  |

| 30 ottobre 1983 7ª giornata | Cosenza | 0 – 1 | Taranto |  |

| 6 novembre 1983 8ª giornata | Bari | 2 – 1 | Cosenza |  |

| 13 novembre 1983 9ª giornata | Cosenza | 1 – 1 | Rende |  |

| 20 novembre 1983 10ª giornata | Civitanovese | 1 – 1 | Cosenza |  |

| 27 novembre 1983 11ª giornata | Cosenza | 1 – 1 | Francavilla |  |

| 4 dicembre 1983 12ª giornata | Barletta | 1 – 1 | Cosenza |  |

| 11 dicembre 1983 13ª giornata | Cosenza | 0 – 0 | Siena |  |

| 18 dicembre 1983 14ª giornata | Campania | 0 – 0 | Cosenza |  |

| 8 gennaio 1983 15ª giornata | Cosenza | 1 – 2 | Virtus Casarano |  |

| 15 gennaio 1983 16ª giornata | Foggia | 0 – 0 | Cosenza |  |

| 22 gennaio 1983 17ª giornata | Cosenza | 2 – 1 | Messina |  |

#### Girone di ritorno
| 29 gennaio 1984 18ª giornata | Cosenza | 0 – 0 | Akragas |  |

| 5 febbraio 1984 19ª giornata | Benevento | 2 – 0 | Cosenza |  |

| 12 febbraio 1984 20ª giornata | Cosenza | 0 – 1 | Casertana |  |

| 19 febbraio 1984 21ª giornata | Salernitana | 0 – 0 | Cosenza |  |

| 26 febbraio 1984 22ª giornata | Cosenza | 2 – 1 | Ternana |  |

| 4 marzo 1984 23ª giornata | Cosenza | 2 – 1 | Foligno |  |

| 11 marzo 1984 24ª giornata | Taranto | 2 – 0 | Cosenza |  |

| 18 marzo 1984 25ª giornata | Cosenza | 1 – 0 | Bari |  |

| 1º aprile 1984 26ª giornata | Rende | 0 – 1 | Cosenza |  |

| 8 aprile 1984 27ª giornata | Cosenza | 1 – 0 | Civitanovese |  |

| 15 aprile 1984 28ª giornata | Francavilla | 0 – 0 | Cosenza |  |

| 29 aprile 1984 29ª giornata | Cosenza | 1 – 1 | Barletta |  |

| 6 maggio 1984 30ª giornata | Siena | 1 – 1 | Cosenza |  |

| 13 maggio 1984 31ª giornata | Cosenza | 2 – 0 | Campania |  |

| 20 maggio 1984 32ª giornata | Casarano | 2 – 0 | Cosenza |  |

| 27 maggio 1984 33ª giornata | Cosenza | 0 – 0 | Foggia |  |

| 3 giugno 1984 34ª giornata | Messina | 1 – 1 | Cosenza |  |